# 権野健三
権野 健三（ごんの けんぞう、1881年（明治14年）4月 - 1959年（昭和34年）6月28日）は、日本の実業家。東洋綿花（現・豊田通商株式会社）代表取締役会長を務めた。

## 人物・経歴
大阪生まれ。茨木中学校（現大阪府立茨木高等学校）卒業後、三井物産で綿花を取り扱い、1920年に三井物産綿花部が東洋綿花として独立すると、同社取締役に就任。上海紡織会長を経て、1936年から東洋綿花会長を務めた。豊田利三郎と豊田喜一郎、藤野勝太郎が保有していた豊田紡織株を東洋棉花が取得したことにともない、1937年豊田紡織の取締役に就任。1943年トヨタ自動車工業取締役。1959年藍綬褒章受章。同年死去。趣味は狩猟、囲碁、陶磁器で、酒は飲まなかった。